# Fekete lumma
A fekete lumma (Cepphus grylle) a madarak osztályának a lilealakúak (Charadriiformes) rendjéhez és az alkafélék (Alcidae) családjához tartozó faj.

## Rendszerezése
A fajt Carl von Linné svéd természettudós írta le 1758-ban, az Alca nembe Alca Grylle néven.

## Alfajai
- Cepphus grylle arcticus (C. L. Brehm, 1824)
- Cepphus grylle faeroeensis C. L. Brehm, 1831
- Cepphus grylle grylle (Linnaeus, 1758)
- Cepphus grylle islandicus Horring, 1937
- Cepphus grylle mandtii (Lichtenstein, 1822)[2]

## Előfordulása
Az Atlanti-óceán északi partvidékén, Észak-Amerika és Észak-Európa területén honos. Természetes élőhelyei a szigetek fjordjainak sekélyebb öblei, kerüli a nyílt tengereket. Vonuló faj.

## Megjelenése
Testhossza 32 centiméter, szárnyfesztávolsága 52-58 centiméter, testtömege 320-485 gramm. Nyári tollazata teljesen fekete, kivéve fehér szárnyfoltjait és vörös lábait. Télen az alsó része fehér, a felső része pedig halványszürke, a háta és a válla rácsozott világosszürke, fehér mintázattal. 
|  |  |  |

## Életmódja
Halakkal, rákokkal és gerinctelenekkel táplálkozik.

## Szaporodása
Kisebb csoportokban, a sziklafal üregeiben költ. A rokonaitól eltérően fészekalja 2 tojásból áll, de általában csak egy fiókát nevel fel. A szülők felváltva kotlanak 21-24 napig. A fiókák még 35-39 napig tartózkodnak az üregben.
|  |

## Természetvédelmi helyzete
Az elterjedési területe rendkívül nagy, egyedszáma is nagy. A Természetvédelmi Világszövetség Vörös listáján nem fenyegetett fajként szerepel.